# Leesville (Louisiana)
Leesville is een plaats (city) in de Amerikaanse staat Louisiana, en valt bestuurlijk gezien onder Vernon Parish.

## Demografie
Bij de volkstelling in 2000 werd het aantal inwoners vastgesteld op 6753.
In 2006 is het aantal inwoners door het United States Census Bureau geschat op 5853, een daling van 900 (-13.3%).

## Geografie
Volgens het United States Census Bureau beslaat de plaats een oppervlakte van
14,2 km², waarvan 14,1 km² land en 0,1 km² water. Leesville ligt op ongeveer 83 m boven zeeniveau.

## Plaatsen in de nabije omgeving
De onderstaande figuur toont nabijgelegen plaatsen in een straal van 24 km rond Leesville.